# Germandat Feniana
La Germandat Feniana (anglès Fenian Brotherhood, irlandès Bráithreachas na bhFíníní) era una organització nacionalista irlandesa basada als Estats Units mitjans del segle xix. Era un precursor del Clan na Gael, una organització germana a la Germandat Republicana Irlandesa. Els membres eren comunament coneguts com a "Fenians". La societat secreta revolucionària fou fundada a Chicago per John O'Mahony el 1858. O'Mahony, que era un estudiós dels celtes, va anomenar la seva organització inspirant-se en el nom del Fianna, la banda llegendària de guerrers irlandesos dirigits per Fionn Mac Cumhaill.

## Fundació de la Germandat Feniana
Després de l'esfondrament de la revolta de la Jove Irlanda dirigida per William Smith O'Brien a Irlanda el 1848, O'Mahony, que hi havia estat implicat, va escapar a l'estranger, arribant a Nova York el 1854. Als voltants de 1858, O'Mahony establia la Germandat Feniana, els membres de la qual eren lligats per un jurament de fidelitat a la República Irlandesa, i juraven alçar-se en armes quan els cridessin els seus oficials superiors. Després de la primera convenció a Chicago sota la presidència d'O'Mahony el novembre de 1863, la branca americana del moviment començava a mostrar-se efectiva.
El diari revolucionari Irish People, publicat a Dublín pel líder de l'IRB James Stephens, demanà ajut als irlandesos que havien rebut formació i tenien experiència militar i experiència en la Guerra civil dels Estats Units. En acabar la guerra el 1865, nombrosos veterans irlandesos tornaren novament a Irlanda, però unes mesures governamentals n'arrestaven molts i forçaren Stephens a fugir.

## Atacs al Canadà
Als Estats Units, la presidència d'O'Mahony de la Germandat Feniana era cada cop més qüestionada per W.R. Roberts. Les dues faccions fenianes recollien diners mitjançant bons nom de la "República Irlandesa", que eren comprats pels fidels amb l'expectativa que rebessin honors quan Irlanda tornés de ser "Una nació un altre cop." Aquests bons serien retornats "sis mesos després del reconeixement de la independència d'Irlanda." Se'n subscriviren centenars de milers d'immigrants irlandesos.

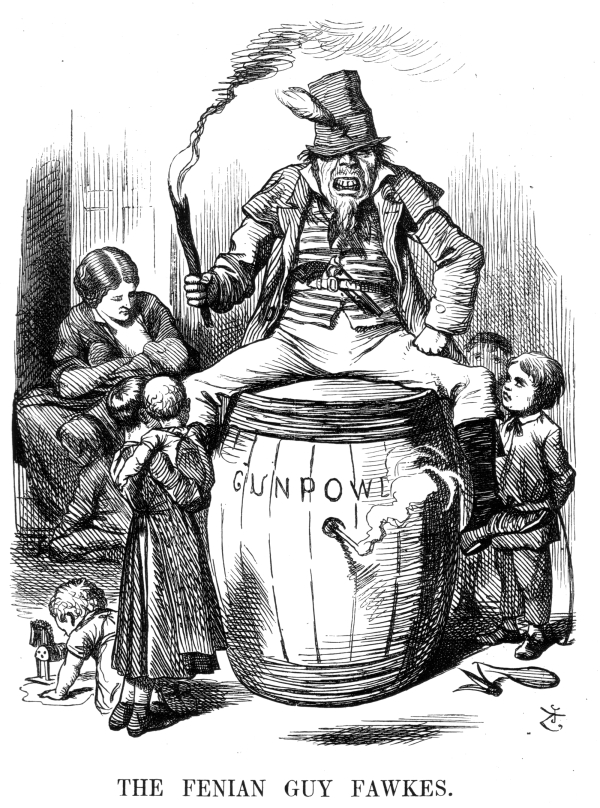
Propaganda anti-irlandesa ala revista Punch, 1867

S'adquiriren quantitats grans d'armes, i les preparacions es feien obertament per la facció de Roberts per a una sèrie coordinada d'atacs al Canadà, que el govern dels Estats Units no va fer res per evitar. Alguns membres de l'administració dels EUA no eren contraris al moviment a causa del fracàs de la Gran Bretanya de donar suport a la Unió durant la guerra civil. El "Secretari de Guerra" de Roberts era el general T.W. Sweeny, que abandonà l'exèrcit dels EUA des del gener de 1866 al novembre de 1866 per a organitzar els atacs. El propòsit d'aquests atacs era controlar la xarxa de transport del Canadà, amb la idea que això forçaria els britànics a intercanviar la llibertat d'Irlanda per la possessió de la seva Província del Canadà. Abans de la invasió, el fenians havien rebut una mica d'informació de seguidors importants dins del Canadà, però no rebia el suport de tots els catòlics irlandesos perquè veien les invasions com a amenaçadores per a la sobirania canadenca emergent.
La direcció de l'expedició a Buffalo (estat de Nova York) fou confiada per Roberts al coronel John O'Neill, qui va travessar el riu Niàgara (frontera internacional) al cap de com a mínim 800 individus (segons el mateix O'Neill) o 1.500 en (fonts canadenques) en la nit i matí de 31 de maig a l'1 de juny de 1866. Capturaren Fort Erie i derrotaren una força canadenca a Ridgeway. Molts d'aquests homes, incloent-hi O'Neill, eren veterans de la Guerra Civil dels Estats Units. Finalment la invasió fou avortada per la interrupció per les autoritats dels EUA de les línies de subministrament fenianes a través del riu Niàgara i les detencions dels reforços fenians que intentaven travessar el riu al Canadà. Tanmateix, és improbable que amb una força tan petita haguessin aconseguit algun cop el seu objectiu.
Uns altres intents fenians d'envair ocorrien durant la setmana següent a la vall del riu Sant Llorenç. Com que moltes de les armes havien estat confiscades per l'exèrcit dels EUA, de fet relativament pocs d'aquests homes s'havien implicat en el conflicte. Fins i tot havien atacat un petit edifici d'emmagatzematge per a recuperava algunes armes que havien estat preses per l'exèrcit dels EUA. Molts eren finalment tornats de tota manera per oficials compassius.
Per tal de netejar la zona al voltant de la vall del riu Sant Llorenç de fenians, el govern dels EUA els va comprar a molts bitllets de tren perquè marxessin a casa seva si prometien no tornar a envair cap país estranger des dels EUA.
El desembre de 1867, John O'Neill es convertia en president de la facció de Roberts de la Germandat Feniana, que en l'any següent celebrà una gran convenció a Filadèlfia a què assistien més de 400 delegats acreditats, mentre 6.000 soldats fenians, armats i uniformats, desfilaven pels carrers. En aquesta convenció es planejà una segona invasió del Canadà, esperonats per l'explosió de Clerkenwell. Henri Le Caron actuava com a agent secret del govern britànic, i tenia la posició de "Inspector General de l'Exèrcit Republicà Irlandès", i afirmà que distribuïa quinze mil armes i gairebé tres milions de municions a càrrec dels molts homes situats entre Ogdensburg (estat de Nova York) i St. Albans (Vermont), en la preparació per l'atac planejat. Tindria lloc l'abril de 1870, i fou un fracàs tan ràpid i complet com l'intent de 1866. Els fenians sota el comandament d'O'Neill creuaven la frontera canadenca prop de Franklin (Vermont), però eren dispersats per un grapat de voluntaris canadencs, mentre O'Neill mateix era immediatament arrestat per les autoritats dels Estats Units per ordre del President Ulysses S. Grant. Encara un altre intent tindria lloc el 1871 prop del Riu Red a Manitoba, i també fou un fracàs.
L'amenaça feniana també amenaçava la Confederació canadenca. La confederació havia estat una de les propostes durant anys però només s'implementava el 1867, l'any després dels primers atacs. El 1868, un simpatitzant fenià assassinava el polític irlandès canadenc Thomas D'Arcy McGee a Ottawa per a la seva condemnació dels atacs.
La por d'atac fenià també amenaçava Lower Mainland (Colúmbia Britànica) durant els anys 1880; la Germandat Feniana s'estava organitzant activament a Washington i Oregon, però no va materialitzar cap atac. A la inauguració del ferrocarril canadenc del Pacífic el 1885, fotos fetes per a l'ocasió mostren tres vaixells de guerra britànics grans al port. La seva presència era explícitament a causa de l'amenaça d'atac fenià o de terrorisme.

## Després de 1867
A finals de 1866 James Stephens intentava recollir diners a Amèrica per a un nou atat planejat per a l'any següent. Va fer una proclamació grandiloqüent a Amèrica que anunciava una imminent sublevació general a Irlanda; però fou destituït i esclataren les dissidències dins l'organització.
La revolta feniana de 1867 demostrava que es tractava d'una rebel·lió condemnada, pobrament organitzada i amb suport públic mínim. La majoria dels activistes irlandesos americans que desembarcaven a Cork, amb l'expectativa de manar un exèrcit contra Anglaterra, eren empresonats; els disturbis esporàdics arreu del país eren fàcilment suprimits per la policia, milícies locals i exèrcit.
Després de la revolta de 1867, la seu d'IRB a Manchester optava per no donar suport a cap de les faccions americanes que es batien en duel, promovent en canvi una organització renovada a Amèrica, Clan na Gael, que absorbirà els militants i les activitats de la Germandat.
El 1881, el submarí Fenian Ram, dissenyat per John Philip Holland per a ser usat contra els britànics, es botava per la Delamater Iron Company a Nova York.